# Niponia nodulosa
Niponia nodulosa är en mångfotingart som beskrevs av Karl Wilhelm Verhoeff 1931. Niponia nodulosa ingår i släktet Niponia och familjen Cryptodesmidae. Inga underarter finns listade i Catalogue of Life.